# Duquesne-Spionagering

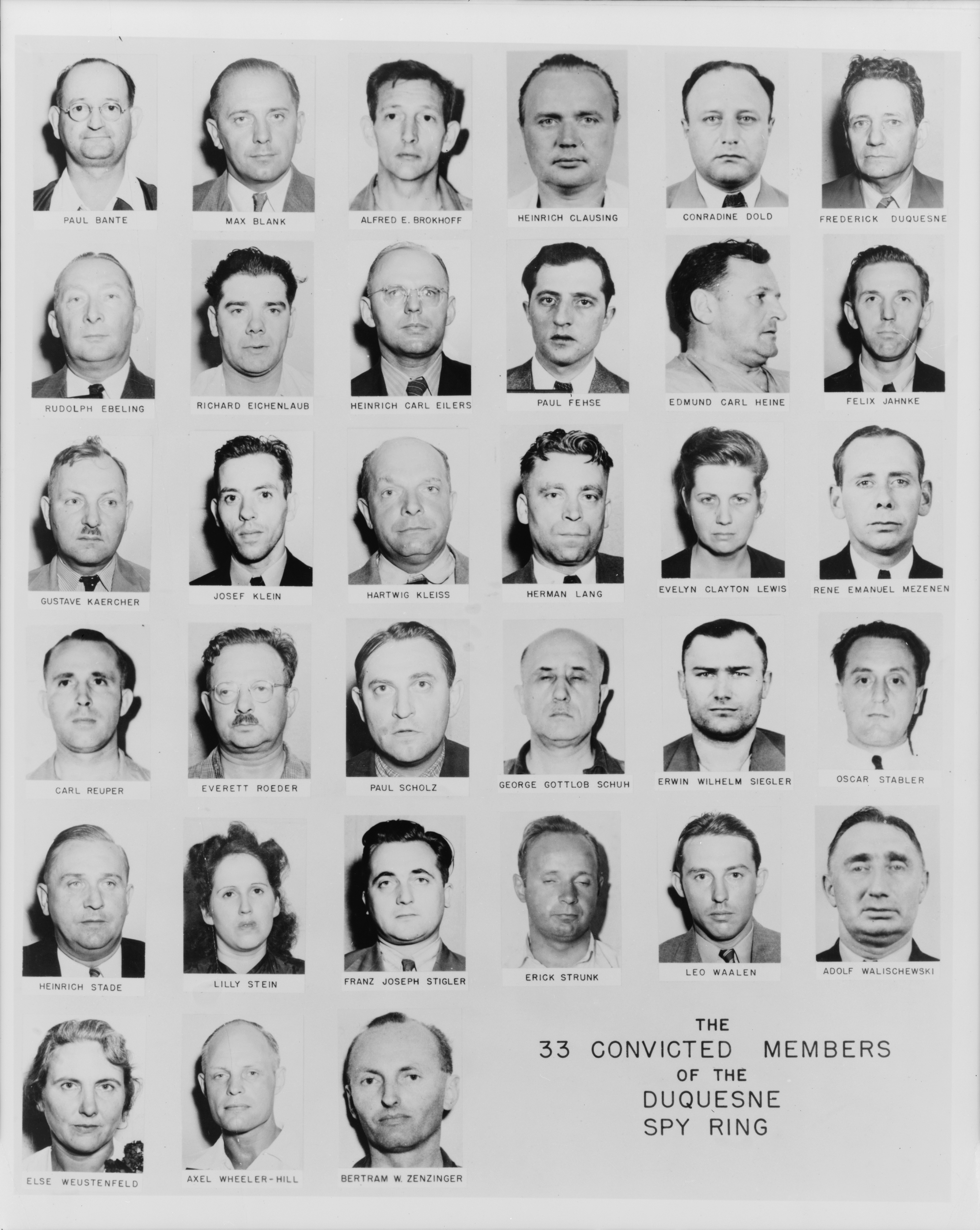
Die 33 verurteilten Mitglieder des Duquesne-Spionagerings (Foto des FBI)

Der Duquesne-Spionagering bestand aus einem Netzwerk von 33 deutschen Spionen, unter der Führung von Frederick „Fritz“ Joubert Duquesne; es handelte sich um den größten Spionagefall in der Geschichte der Vereinigten Staaten, der in Verurteilungen endete. Nach langwierigen Ermittlungen, und mit Hilfe des amerikanischen Doppelagenten William G. Sebold, konnten am 29. Juni 1941 alle Spione vom Federal Bureau of Investigation (FBI) verhaftet werden. 19 von ihnen plädierten auf schuldig, die übrigen 14 mussten sich am 3. September 1941 einem Federal District Court in Brooklyn, New York City, stellen. Am 2. Januar 1942 wurden die Mitglieder des Rings zu Gefängnisstrafen von insgesamt über 300 Jahren verurteilt.
In den USA in Schlüsselfunktionen angestellt, sollten die 33 deutschen Agenten des Rings vor allem Informationen beschaffen, die im Kriegsfall nützlich sein könnten. Aber auch Sabotageakte sollten verübt werden. Zum Beispiel eröffnete eine Person ein Restaurant, um Informationen über ihre Kunden zu beschaffen; ein anderer arbeitete bei einer Luftfahrtgesellschaft, um über den alliierten Schiffsverkehr im Atlantischen Ozean zu berichten und andere im Ring arbeiteten als Boten, so dass sie neben normalen auch geheime Nachrichten überbringen konnten.
Eine große Rolle bei der Aufklärung des Falls spielte William G. Sebold, ein von Deutschland angeworbener Spion, der als Doppelagent für die Regierung der Vereinigten Staaten arbeitete. Knapp zwei Jahre lang betrieb er für das FBI eine Sendeanlage in New York, um so den Informationsfluss zwischen Deutschland und seinen Agenten in Nordamerika zu überwachen und diesen steuern zu können. Sebolds Erfolg in der Spionageabwehr zeigte sich letztendlich in der Verurteilung der deutschen Agenten.
Ein führender deutscher Geheimdienstler sagte später, die Zerschlagung dieses Rings habe den deutschen Spionageanstrengungen in den USA den „Todesstoß“ versetzt. J. Edgar Hoover, Leiter des FBI, beschrieb die Aushebung desselbigen als den größten Erfolg der Spionageabwehr in der Geschichte der Vereinigten Staaten.
Der 1945 entstandene Film Das Haus in der 92. Straße griff die Thematik auf, wich jedoch von den historischen Fakten ab. Der Drehbuchautor Charles G. Booth erhielt für den Film einen Oscar für die Beste Originalgeschichte.

## FBI-Agenten

### William Sebold (Doppelagent)

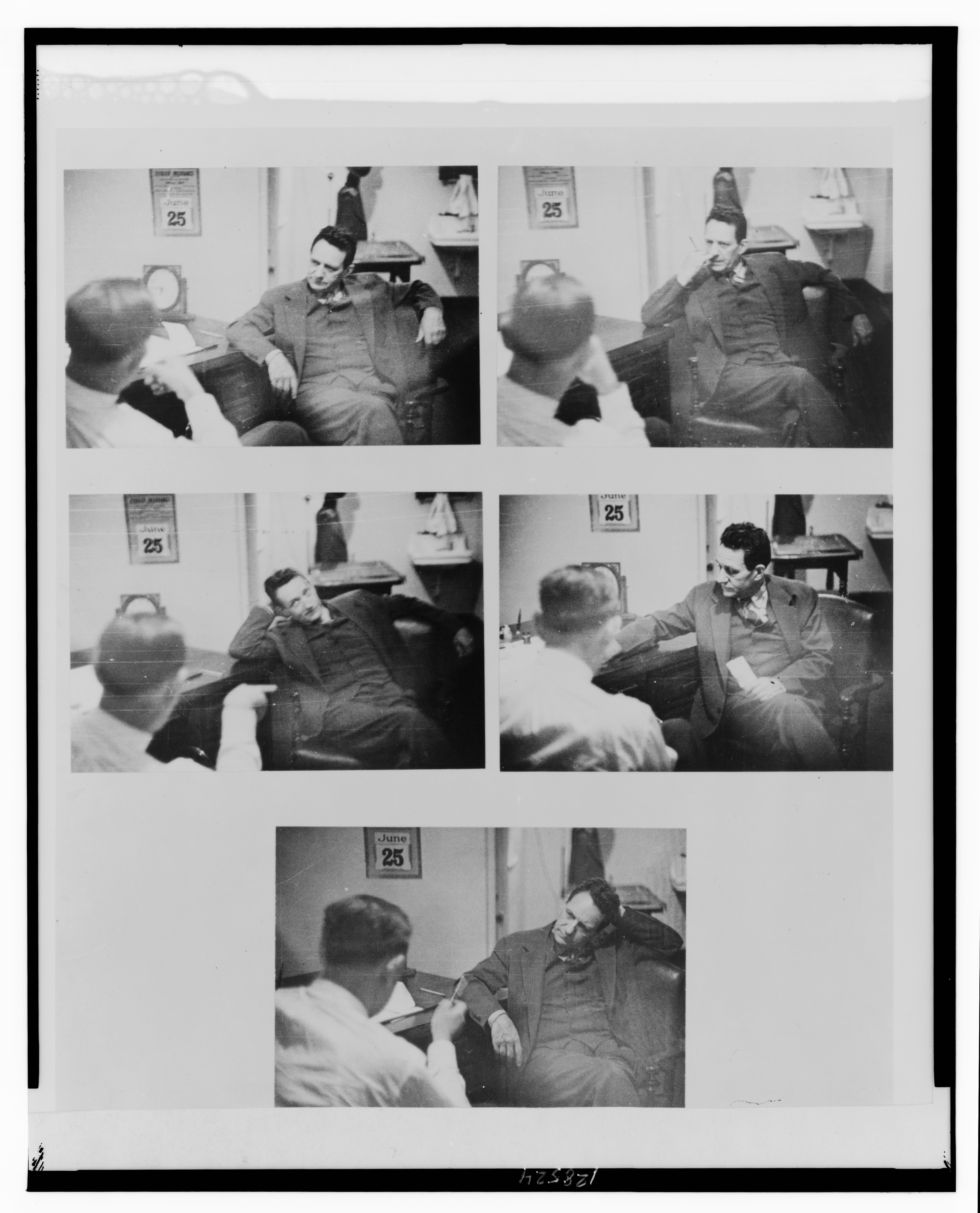
Duquesne im Büro des FBI-Agenten William Sebold (der sich als Harry Sawyer ausgab) am 25. Juni 1941

William G. Sebold (1899–1970), geboren am 10. März 1899 in Mülheim an der Ruhr als Gottlieb Adolf Wilhelm Sebold, diente als gebürtiger Deutscher im Deutschen Heer während des Ersten Weltkriegs. Nachdem er Deutschland 1921 verlassen hatte, arbeitete er als Maschinentechniker in Industrie- und Flugzeugwerken in den Vereinigten Staaten und in Südamerika. Am 10. Februar 1936 erhielt er die amerikanische Staatsbürgerschaft.
Im Februar 1939 kehrte Sebold nach Deutschland zurück, um seine Mutter in Mülheim an der Ruhr zu besuchen. Bei seiner Ankunft in Hamburg wurde er von einem Mitarbeiter der Gestapo darauf aufmerksam gemacht, dass er in naher Zukunft kontaktiert werden würde. Sebold setzte daraufhin seine Reise nach Mülheim fort, wo er später eine Arbeit fand.
Im September 1939 besuchte ihn ein Dr. Gassner in Mülheim, welcher ihm Fragen über Militärflugzeuge und -ausrüstung in den Vereinigten Staaten stellte. Er fragte Sebold auch, ob er in die Vereinigten Staaten zurückkehren würde, um dort als Agent für Deutschland zu arbeiten. Wiederholte Besuche von Dr. Gassner und einem gewissen Dr. Renken, der später als Major Nikolaus Ritter, Mitarbeiter des deutschen Geheimdienstes, identifiziert wurde, veranlassten Sebold schließlich, mit dem Deutschen Reich zu kooperieren, da er Repressalien gegen seine in Deutschland lebenden Familienmitglieder fürchtete. Ritter war damals der für die Spionage der Vereinigten Staaten und dem Vereinigten Königreich zuständige Abwehr-Offizier.
Da Sebolds Pass nach Gassners erstem Besuch gestohlen wurde, musste er im amerikanischen Konsulat in Köln einen neuen beantragen. Während er dort war, erzählte er dem Personal von seiner zukünftigen Rolle als deutscher Agent, sowie von dem Wunsch, nach seiner Ankunft in den USA mit dem FBI zu kooperieren.
Sebold meldete sich daraufhin in Hamburg, wo er in verschiedene Bereiche und Techniken eingewiesen wurde, wie etwa in die Vorbereitung von codierten Nachrichten und den Umgang mit Mikrofotografien. Nach dem Abschluss seiner Ausbildung wurden ihm fünf Mikrofotografien ausgehändigt, auf denen Instruktionen zur Vorbereitung eines Codes standen, sowie genauere Beschreibungen über die Art von Informationen, die er von Deutschland an die USA übermitteln sollte. Er wurde angewiesen zwei der Fotografien zu behalten und die anderen drei an deutsche Agenten in den Vereinigten Staaten auszuhändigen: Fritz Duquesne, Herman Lang und Lilly Stein. Nachdem er seine letzten Anweisungen erhielt, einschließlich seines Decknamens Harry Sawyer, setzte er am 8. Februar 1940 von Genua nach New York City über.
Zur gleichen Zeit wurde das FBI von Sebolds Ankunft, Mission und seinem Willen deutsche Agenten in den USA zu identifizieren unterrichtet. Mit der Hilfe von Spezialagenten fasste Sebold, alias Harry Sawyer, Fuß in der New Yorker Gesellschaft. Ihm wurde dafür ein Büro als beratender Diesel-Ingenieur eingerichtet, welches ihm als Deckmantel zur Kontaktaufnahme mit Mitgliedern des Spionagerings diente. Als die Räumlichkeiten dafür ausgewählt wurden, versicherten ihm die FBI-Agenten, dass jedes seiner dort stattfindenden Treffen überwacht werden würde.
Im Mai 1940 gelang es der Kurzwellenradiostation, welche von FBI-Agenten auf Long Island betrieben wurde, Kontakt mit einer Kurzwellenradiostation in Deutschland aufzunehmen. Für 16 Monate diente dieser Sender als Hauptkommunikationskanal zwischen deutschen Spionen in New York City und deutschen Spionen in Deutschland. Während dieser Zeit wurden über den FBI-Sender mehr als 300 Nachrichten verschickt und etwa 200 Nachrichten empfangen.
Nach der Zerschlagung des Duquesne-Spionagerings und dem Abschluss der Gerichtsverhandlungen erhielt Sebold vom FBI eine neue Identität und betätigte sich fortan als Hühnerfarmer in Kalifornien. Völlig verarmt und mit der Diagnose einer manisch-depressiven Erkrankung wurde er 1965 in das Napa State Hospital eingeliefert, wo er 1970 starb.
Sebolds Lebensgeschichte als Doppelagent wurde erstmals 1943 in dem Buch Passport to Treason: The Inside Story of Spies in America von Alan Hynd erzählt. Peter Duffy widmete Sebold 2014 eine ausführliche Darstellung in Double Agent: The First Hero of World War II and How the FBI Outwitted and Destroyed a Nazi Spy Ring.

### William Gustav Friedman
William Gustav Friedman war ein Kronzeuge im Duquesne-Fall. Seine Arbeit für das FBI begann er 1935 als Fingerabdrucksanalyst. Später wurde er Agent, nachdem er einen entscheidenden Fingerabdruck in einem Entführungsfall identifizierte. Nach dem Zweiten Weltkrieg wurde er nach Puerto Rico geschickt, wo er die Gruppe identifizierte, die hinter dem Anschlagsversuch auf Präsident Harry S. Truman steckte. Am 23. August 1989 erlag er in Stillwater, Oklahoma, einem Krebsleiden.

## Verurteilte Mitglieder des Duquesne-Spionagerings

### Frederick „Fritz“ Joubert Duquesne

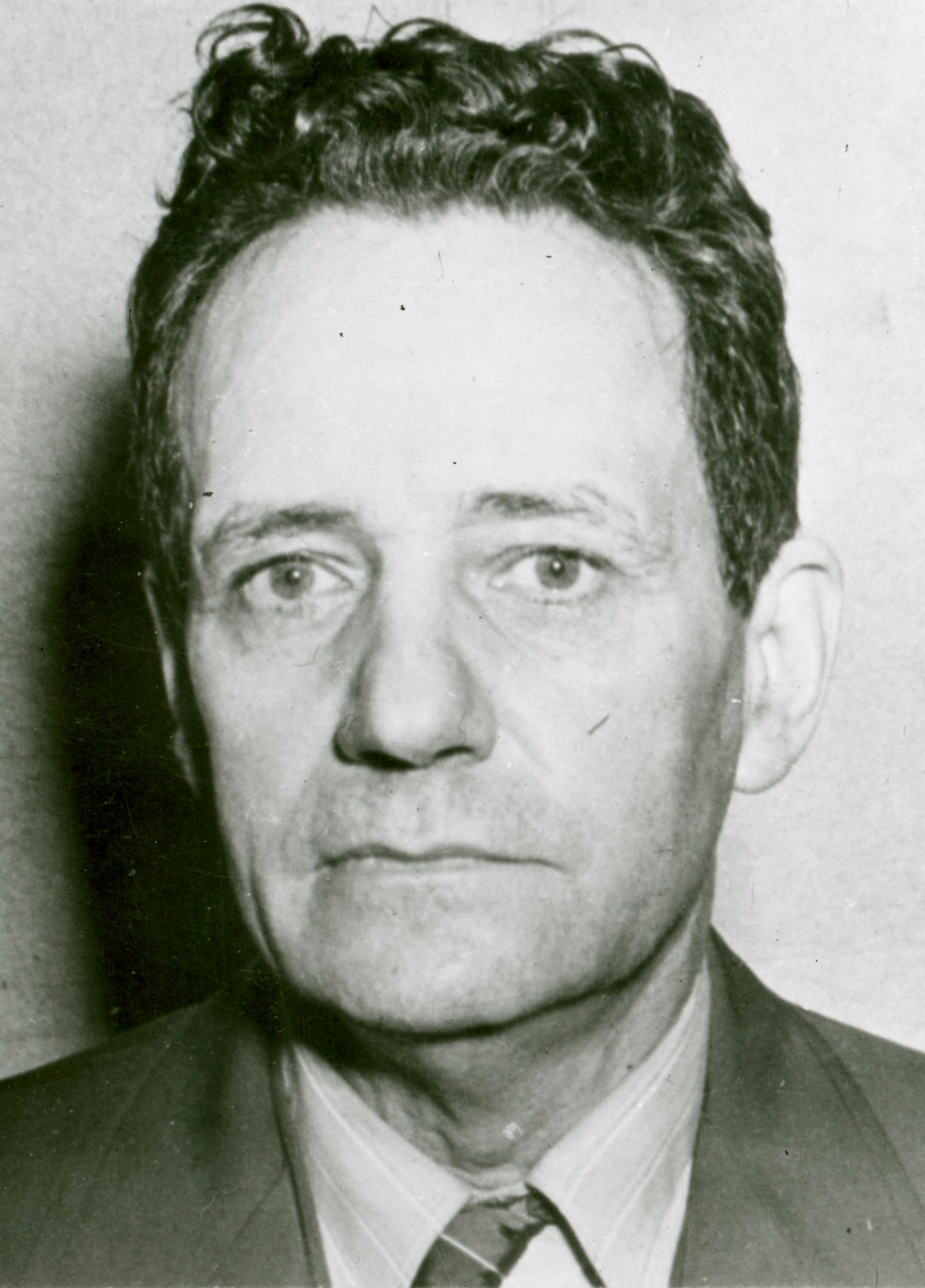
Frederick „Fritz“ Joubert Duquesne, Foto des FBI

Fritz Joubert Duquesne wurde am 21. September 1877 in der Kapkolonie, Südafrika, geboren, wo er im Zweiten Burenkrieg als Hauptmann diente. Später zog er in die Vereinigten Staaten, deren Staatsbürgerschaft er 1913 erhielt. Weiterhin war er unter dem Namen Der Mann, der Kitchener tötete (The man who killed Kitchener) bekannt, da er behauptete die HMS Hampshire sabotiert und versenkt zu haben, auf der Lord Kitchener 1916 nach Russland unterwegs war. Duquesne war zu dieser Zeit ein deutscher Spion und für seine Taten wurde ihm ein Eisernes Kreuz verliehen. Er war auch in Versicherungsbetrug verwickelt, unter anderem in einen Fall, der ein Feuer an Bord des britischen Dampfschiffs Tennyson umfasste. Als er am 17. November 1917 verhaftet wurde, war er im Besitz einer großen Sammlung von Zeitungsausschnitten über Bombenexplosionen auf Schiffen sowie eines Briefs des stellvertretenden deutschen Vizekonsuls in Managua, Nicaragua. Der Brief beinhaltete unter anderem folgenden Satz: „Hauptmann Duquesne war einer, der dem deutschen Zweck beträchtliche Dienste erwies.“ Duquesne wurde auch dazu angewiesen, den amerikanischen Chief of Scouts for the British Army, Frederick Russell Burnham zu eliminieren, was ihm jedoch misslang.
Ab Februar 1940 leitete Duquesne ein Geschäft, welches unter dem Namen Air Terminals Company in New York City angesiedelt war.

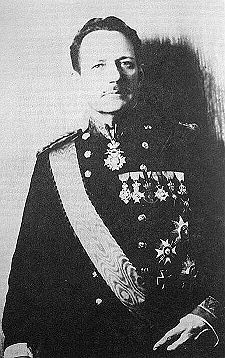
Hauptmann Duquesne

Sebold nahm per Brief Kontakt zum Kopf des deutschen Spionagerings auf, woraufhin man sich in Duquesnes Büro traf. Während ihres ersten Treffens war Duquesne stark besorgt über mögliche Abhörvorrichtungen und er gab Sebold eine Notiz, die angab sich woanders zu treffen. Als die beiden sich daraufhin in einem Automatenrestaurant wiedertrafen, tauschten sie Informationen über Mitglieder des deutschen Spionagenetzwerkes aus, mit denen sie in Kontakt standen.
Während weiterer Treffen (die in Sebolds Büro wurden alle von FBI-Agenten aufgezeichnet) versorgte Duquesne Sebold mit Informationen, die er an Deutschland schicken sollte. Duquesne, der einen regelrechten Hass auf Großbritannien hatte, überbrachte Informationen über Technologien, die in der nationalen Verteidigung Amerikas Anwendung fanden, und über den Schiffsverkehr an britischen Häfen. Für seine Dienste erhielt er regelmäßig Zahlungen aus Deutschland.
Bei einer Gelegenheit gab er Sebold Fotografien und Spezifikationen über einen neuen Bombentyp, welche in den Vereinigten Staaten produziert wurde. Er behauptete, sich das Material bei einem Einbruch in das DuPont-Werk in Wilmington, Delaware, beschafft zu haben. Duquesne beschrieb auch, wie man Feuer in industriellen Anlagen legen könne. Viele dieser Informationen sammelte er im Schriftverkehr mit industriellen Konzernen.
In einem Brief an den Chemical Warfare Service in Washington, D.C. forderte Duquesne Informationen über eine neue Gasmaske an, in dem er sich als „bekannter, verantwortungsvoller und seriöser Schriftsteller und Dozent“ ausgab. Am Ende des Briefs schrieb er: „Machen Sie sich keine Sorgen, wenn diese Informationen vertraulich sein sollten, da sie in den Händen eines guten, patriotischen Bürgers sein werden.“ Kurze Zeit später trafen die angeforderten Informationen per Post ein und eine Woche später wurden sie von Geheimdienstoffizieren in Berlin gelesen.
Letztendlich wurde Duquesne vor ein Gericht gestellt und verurteilt. Er wurde wegen seiner Spionagetätigkeit zu 18 Jahren Gefängnis verurteilt sowie zu einer zusätzlichen, zweijährigen Gefängnisstrafe und einer Zahlung von 2.000 US$ für Verletzungen des Foreign Agents Registration Act (FARA). Duquesne saß seine Strafe im Bundesgefängnis Leavenworth, Kansas ab, wo er von seinen Mithäftlingen misshandelt und geschlagen wurde. Er wurde 1954, nachdem er 14 Jahre abgesessen hatte, wegen schlechter Verfassung entlassen und starb mittellos am 24. Mai 1956 im Stadtkrankenhaus auf Welfare Island (heute Roosevelt Island) im Alter von 78 Jahren.

### Paul Fehse

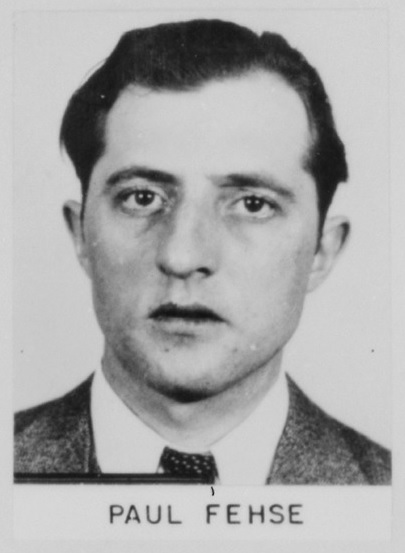
Paul Fehse, Foto des FBI

Paul Fehse verließ 1934 Deutschland in Richtung USA, wo er 1938 die Staatsbürgerschaft erhielt. Nach seiner Ankunft in den Vereinigten Staaten arbeitete er als Koch auf Schiffen, die vom New Yorker Hafen ablegten.
Fehse war eine der treibenden Kräfte im Spionagering. Er arrangierte Treffen, regelte Mitgliederaktivitäten, fügte beschaffte Informationen zusammen und organisierte ihre Übermittlung nach Deutschland, hauptsächlich über Sebold. Fehse, der in Hamburg seine Spionageausbildung durchlief, behauptete bei seinem Verhör, die Marineabteilung des deutschen Spionagesystems in den Vereinigten Staaten zu leiten.
Da er mit der Zeit sehr besorgt und nervös wurde, plante Fehse das Land zu verlassen. Er erhielt eine Stelle auf dem Kombischiff Siboney der American Export Lines, welche am 29. März 1941 von Hoboken, New Jersey, nach Lissabon, Portugal, übersetzen sollte. Danach wollte er nach Deutschland zurückkehren.
Kurz vor seiner Abfahrt wurde Fehse jedoch von FBI-Agenten verhaftet. Nach seiner Festnahme gestand er, Briefe über Italien nach Deutschland versandt sowie die Bewegung britischer Schiffe verfolgt und berichtet zu haben.
Am 1. April 1941 wurde er, wegen Verletzungen des FARA, zu einer Haftstrafe von einem Jahr und einem Tag verurteilt. In Hinblick auf die Spionagevorwürfe plädierte er auf schuldig und erhielt eine Gefängnisstrafe von 15 Jahren.

### Paul Bante

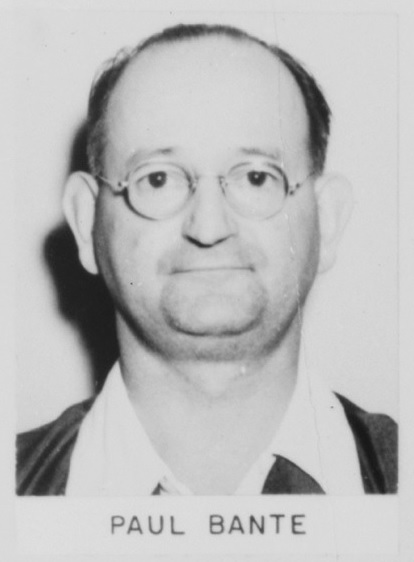
Paul Bante, Foto des FBI.

Als gebürtiger Deutscher diente Paul Bante im Ersten Weltkrieg im deutschen Heer. 1930 kam er in die Vereinigten Staaten, wo er 1938 eingebürgert wurde.
Bante, ehemaliges Mitglied des Amerikadeutschen Bunds, behauptete, dass man ihn mit dem Agenten Paul Fehse in Kontakt brachte, aufgrund seiner Beziehungen zu Dr. Ignatz T. Griebl. Griebl wurde vor seiner Flucht aus den USA nach Deutschland bezichtigt, zusammen mit Günther Gustav Rumrich einem Nazi-Spionagering anzugehören.
Bante half Fehse, Informationen über nach Großbritannien ablegende Schiffe, beladen mit Kriegs- und Nachschubmaterialien, zu beschaffen. Er sollte weiterhin, als Mitglied der Gestapo, Unzufriedenheit unter den Gewerkschaftern stiften.
Sebold traf Bante im Little Casino Restaurant, welches häufig von den Mitgliedern des Rings benutzt wurde. Während eines dieser Treffen sprach Bante davon, einen Bombenzünder herzustellen, woraufhin er Sebold bei späteren Gelegenheiten immer wieder Dynamit und Sprengkapseln übergab.
Wegen Verletzungen des Foreign Agents Registration Act wurde Bante zu einer 18-monatigen Gefängnisstrafe und 1.000 US$ Strafe verurteilt. Er plädierte auf schuldig.

### Max Blank

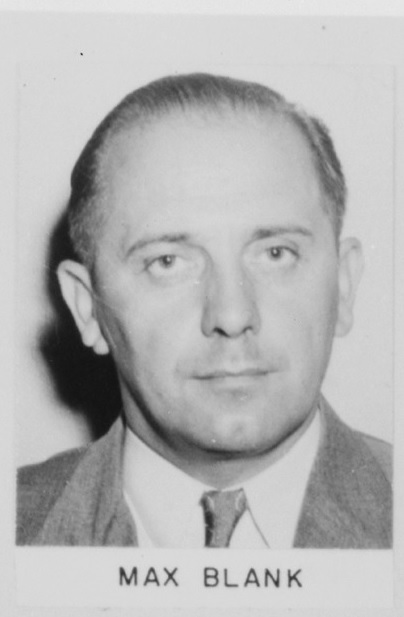
Max Blank, Foto des FBI

Max Blank kam 1928 von Deutschland in die Vereinigten Staaten. Auch wenn er nie amerikanischer Staatsbürger wurde, arbeitete er in einem deutschen Buchladen in New York City.
Paul Fehse informierte seine Kontakte in Deutschland, dass Blank, der wiederum schon Kontakte zu mehreren Mitgliedern des Rings hatte, wertvolle Informationen beschaffen könnte, ihm aber die Mittel dafür fehlten. Fehse und Blank trafen sich später in Sebolds Büro. Dort erzählten sie ihm, dass Blank von einem befreundeten Hafenarbeiter Informationen über gummierte, sich selbst verschließende Flugzeugbenzintanks und neuartige Bremssysteme für Flugzeuge beschaffen könne. Jedoch benötigte er Geld für diese Informationen. Blank prahlte vor Sebold, dass er schon seit 1936 im „Spionagebusiness“ tätig sei, er aber in den letzten Jahren, aufgrund ausbleibender Zahlungen von Deutschland, das Interesse verloren hätte.
Auch Blank wurde im Zuge seiner Verletzungen des Foreign Agents Registration Acts und eines Schuldeingeständnisses zu 18 Monaten Gefängnis und 1.000 US$ Strafe verurteilt.

### Alfred E. Brokhoff

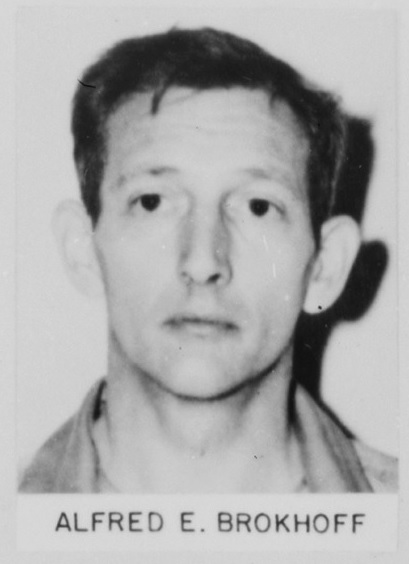
Alfred E. Brokhoff, Foto des FBI.

In Deutschland geboren kam Alfred E. Brokhoff 1923 in die Vereinigten Staaten, wo er 1929 die Staatsbürgerschaft erhielt. Vor seiner Verhaftung arbeitete er 17 Jahre lang als Mechaniker für die United States Lines in New York City. Aufgrund seiner Arbeit in den Docks kannte er fast alle anderen Agenten der Gruppe, die als Seeleute auf verschiedenen Schiffen arbeiteten.
Brokhoff half Fehse diverse Informationen und Ablegedaten von Frachtschiffen in Richtung England zu sammeln. Er half ihm auch, diese nach Deutschland zu übermitteln. Ein weiterer Agent, Leo Waalen, berichtete, dass er von Brokhoff Informationen zur Übermittlung nach Deutschland erhielt.
Wegen seiner Spionagetätigkeit wurde Brokhoff nach seiner Festnahme zu fünf Jahren Gefängnis verurteilt. Wegen Verletzungen des FARA erhielt er eine Freiheitsstrafe von zwei Jahren.

### Heinrich Clausing

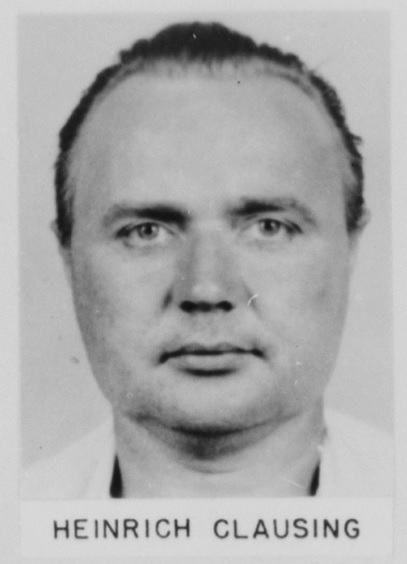
Heinrich Clausing, Foto des FBI.

Heinrich Clausing ging im September 1934 in die Vereinigten Staaten, wo er 1938 ein eingebürgerter Staatsbürger wurde. Nachdem er auf mehreren, vom New Yorker Hafen ablegenden Schiffen angestellt war, arbeitete er zur Zeit seiner Verhaftung als Koch auf der Argentine.
Mit engem Kontakt zu Franz Stigler, einem der Hauptkontaktpersonen des Rings, fungierte Clausing als Kurier. Er transportierte Mikrofotografien und andere Materialien zu südamerikanischen Häfen, von wo sie via italienischer Fluglinien nach Deutschland gelangten.
Nach seiner Verhaftung wurde er wegen seiner Spionagetätigkeit zu einer achtjährigen Gefängnisstrafe verurteilt sowie zu zwei Jahren Gefängnis wegen Verletzungen des Foreign Agents Registration Act.

### Conradin Otto Dold

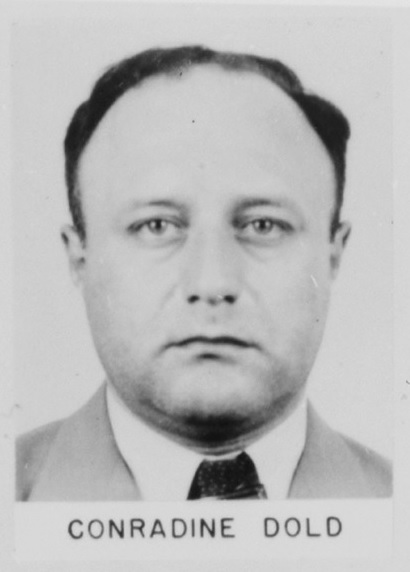
Conradin Otto Dold, Foto des FBI

Nach seiner Ankunft in den Vereinigten Staaten im Jahr 1926, erhielt er aufgrund des Seamen’s Act, 1934 die Staatsbürgerschaft. Vor seiner Verhaftung arbeitete er an Bord der Siboney als erster Steward bei den American Export-Isbrandtsen Lines.
Dold hatte gute Beziehungen zu hohen Positionen in Deutschland und engen Kontakt mit anderen Spionen, die auf vom New Yorker Hafen ablegenden Schiffen arbeiteten. Als Kurier brachte er Informationen der Nazi-Agenten zu neutralen Häfen, von wo sie nach Deutschland gelangten.
Wegen seiner Spionagetätigkeit wurde Dold zu einer zehnjährigen Gefängnisstrafe verurteilt, sowie, wegen Verletzungen des FARA, zu 1.000 US$ Strafe und zwei Jahren Haft.

### Rudolf Ebeling

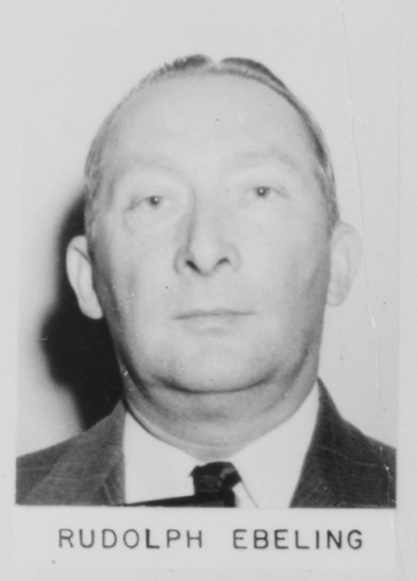
Rudolf Ebeling, Foto des FBI

Nach seiner Ankunft in den Vereinigten Staaten im Jahr 1925 arbeitete Rudolf Ebeling bis zu seiner Verhaftung als Vorarbeiter in der Versandabteilung von Harper and Brothers in New York City.
Ebeling sammelte Informationen über den Verkehr von Segel- und Frachtschiffen, welche er an Paul Fehse weiterleitete. Er gab solche Informationen auch an Leo Waalen weiter, welcher sie wiederum an Sebold weiterleitete.
Ebeling wurde zu einer fünfjährigen Gefängnisstrafe verurteilt. Wegen Verletzungen des FARA musste er 1.000 US$ Strafe zahlen sowie zwei zusätzliche Jahre im Gefängnis verbringen.

### Richard Eichenlaub

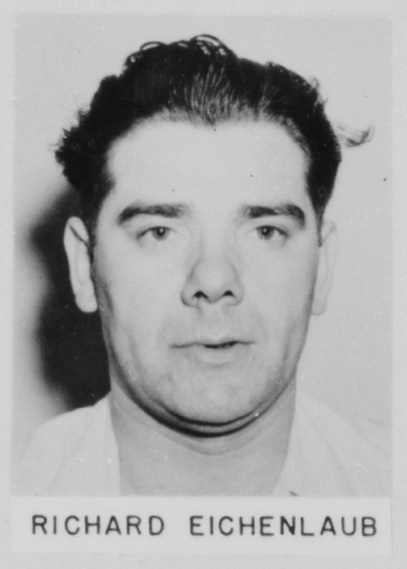
Richard Eichenlaub, Foto des FBI

Richard Eichenlaub, der 1930 in die Vereinigten Staaten kam und 1936 die Staatsbürgerschaft erhielt, betrieb das Little Casino Restaurant in Yorkville, Manhattan. Dieses Restaurant war ein häufig besuchter Treffpunkt von Mitgliedern des Spionagerings und Eichenlaub führte dort mehrere neue Mitglieder in die Gruppe ein.
Der Gestapo berichterstattend sammelte er Informationen von seinen Kunden, die häufig in der nationalen Verteidigung beschäftigt waren. Über ihn gelangte Sebold an das Dynamit von Paul Bante.
Wegen der begangenen Verletzungen des Foreign Agents Registration Act wurde er zu einer Strafe von 1.000 US$ und 18 Monaten Gefängnis verurteilt.

### Heinrich Carl Eilers

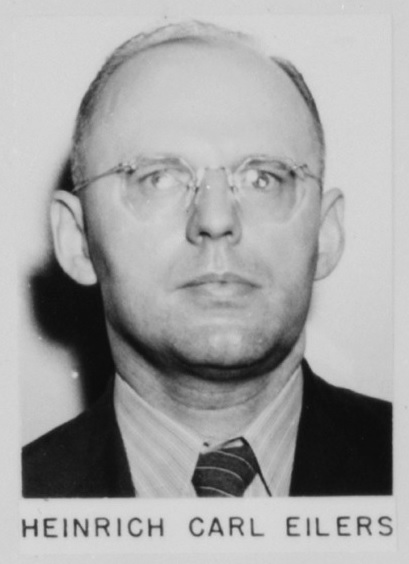
Heinrich Carl Eilers, Foto des FBI

Heinrich Carl Eilers erlangte 1932 die Staatsbürgerschaft der Vereinigten Staaten, neun Jahre nachdem er von Deutschland aus aufbrach (1923). Von 1933 bis zu seiner Festnahme arbeitete er als Steward auf Schiffen, die vom New Yorker Hafen ablegten.
Eilers machte unter anderem einen Ausflug nach Washington, D.C., wo er Informationen über das zivile Luftfahrtsprogramm sammeln wollte, was jedoch fehlschlug.
Zur Zeit seiner Verhaftung durch den Zoll von New York City (1940) hatte er 20 Briefe, adressiert an verschiedene Personen in Europa, bei sich. Er war auch im Besitz von Büchern über Magnesium- und Aluminiumgemische, welche ihm von Edmund Carl Heine gegeben wurden.
Wegen seiner Spionagetätigkeit erhielt er, zusätzlich zu den zwei Jahren Gefängnis und 1.000 US$ Strafe wegen Verletzungen des FARA, eine fünfjährige Freiheitsstrafe.

### Edmund Carl Heine

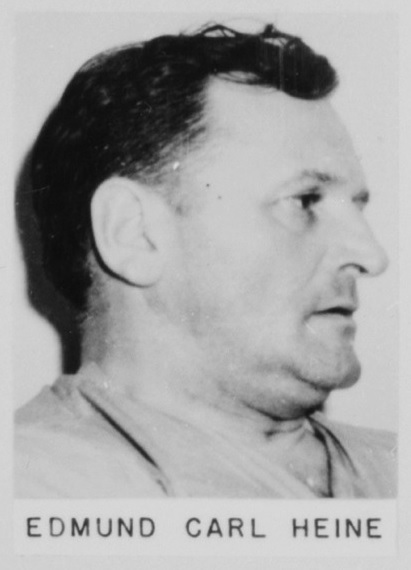
Edmund Carl Heine, Foto des FBI

Als gebürtiger Deutscher kam Edmund Carl Heine 1914 in die Vereinigten Staaten, wo er 1920 die Staatsbürgerschaft erhielt. Bis 1938 war er in diversen Positionen des Außenhandels bei der Ford Motor Company und der Chrysler Motor Corporation angestellt. Durch seine Arbeit erhielt er die Möglichkeit, die Karibik, Südamerika, Spanien und Berlin zu besuchen. Er hatte engen Kontakt zu Dr. Hans Luther, dem ehemaligen deutschen Botschafter in Washington, D.C. und Prinz Louis Ferdinand.
Aus Detroit, Michigan, schickte Heine vor allem Briefe an Lily Stein, eine deutsche Agentin, welche Sebold kontaktieren sollte. Diese Briefe beinhalteten detaillierte technische Daten bezüglich des Militärs, Flugzeugbaus und anderer Industrien. Er schrieb auch Anfragen an Luftfahrtunternehmen bezüglich der Produktion, Anzahl an Angestellten und Produktionszeit von Militärflugzeugen. Später fand man heraus, dass Heine der mysteriöse „Heinrich“ war, der den Ring mit Luftfotografien versorgte.
Nachdem er sich technische Bücher über Magnesium- und Aluminiumzusammensetzungen besorgte, schickte er das Material an Heinrich Eilers. Um sicherzugehen, dass die Bücher auch in Deutschland ankommen würden, gab er als Rücksendeadresse die von Lilly Stein an.
Wegen Verletzungen des Foreign Agents Registration Act wurde er zu einer Geldstrafe von 5.000 US$ und zwei Jahren Gefängnis verurteilt.

### Felix Jahnke

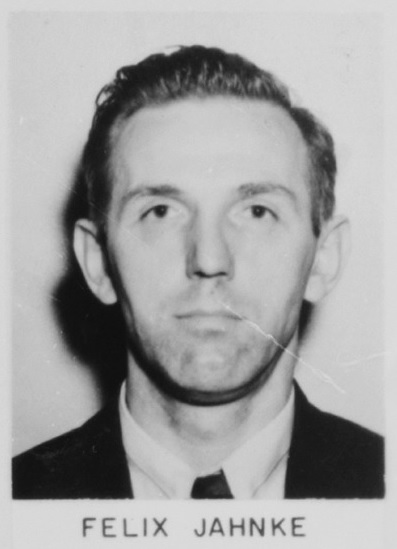
Felix Jahnke, Foto des FBI

1924 verließ Felix Jahnke Deutschland in Richtung Vereinigte Staaten, wo er 1930 die Staatsbürgerschaft erhielt. In Deutschland hatte Jahnke eine Militärausbildung absolviert und in der Deutschen Armee als Funker gedient.
Jahnke und Axel Wheeler-Hill arbeiteten in Jahnkes Apartment in der Bronx mit einem tragbaren Radio, welches sie von Josef Klein, einem Radiotechniker, erhielten. Jahnke benutzte das Radio, um Nachrichten, welche vom FBI abgefangen wurden, an Deutschland zu senden. Er besuchte auch die Docks, um Informationen über nach England ablegende Schiffe zu sammeln.
Aufgrund der Verletzung des FARA wurde Jahnke zu einer Freiheitsstrafe von 20 Monaten, sowie zur Zahlung von 1.000 US$ verurteilt.

### Gustav Wilhelm Kärcher

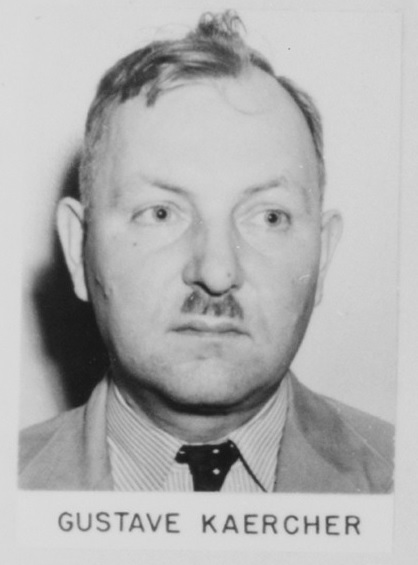
Gustav Wilhelm Kärcher, Foto des FBI

1923 in den Vereinigten Staaten angekommen, erhielt Gustav Wilhelm Kärcher 1931 dort die Staatsbürgerschaft. Während des Ersten Weltkriegs hatte er im Deutschen Heer gedient. Zum Zeitpunkt seiner Festnahme baute er Elektrizitätswerke für die American Gas and Electric Company in New York City.
Kärcher wurde zusammen mit Paul Scholz verhaftet, der Kärcher gerade eine Tabelle mit Funkrufnummern und -frequenzen zum Übermitteln von Informationen an Deutschland überreichte.
Er wurde wegen Verletzungen des FARA schuldig befunden und zu einer Strafe und 2.000 US$ und 22 Monaten Gefängnis verurteilt.

### Josef Klein

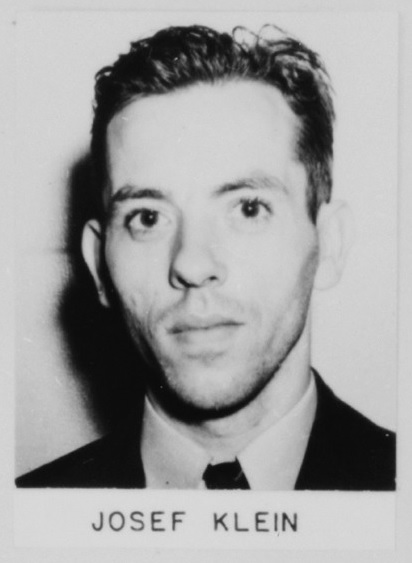
Josef Klein, Foto des FBI

Als gebürtiger Deutscher kam Josef Klein im Jahr 1925 in die Vereinigten Staaten, wo er jedoch keine Staatsbürgerschaft erhielt. Klein, ein Foto- und Lithograf, hatte großes Interesse an Bau und Bedienung von Kurzwellenradiosendern.
Zusammen mit Paul Scholz baute Klein für Felix Jahnke und Axel Wheeler-Hill einen tragbaren Kurzwellensender, von dem er auch wusste, dass damit Nachrichten nach Deutschland geschickt werden würden.
Nach seiner Festnahme wurde Klein für seine Spionagetätigkeit zu einer fünfjährigen Gefängnisstrafe verurteilt. Zusätzlich zu dieser musste er noch wegen Verletzungen des Foreign Agent Registration Act eine zweijährige Haftstrafe absitzen.

### Hartwig Richard Kleiss

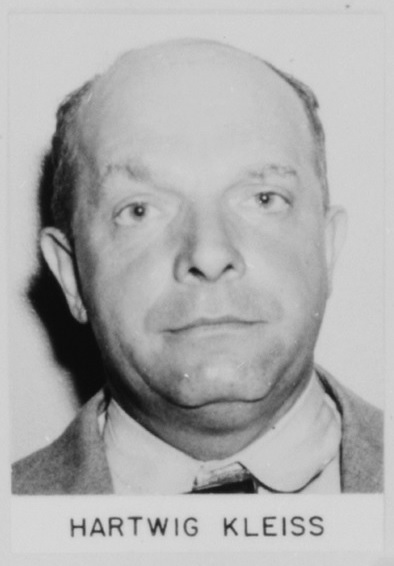
Hartwig Richard Kleiss, Foto des FBI

Geboren in Deutschland, wanderte Hartwig Richard Kleiss 1925 in die Vereinigten Staaten aus, wo er 1931 die Staatsbürgerschaft erhielt. Kurz nach seiner Ankunft arbeitete er als Koch auf verschiedenen Schiffen.
Kleiss Aufgabe war das Sammeln von Informationen. Er beschaffte unter anderem Blaupausen der SS America, welche die Position von neu installierten Geschütztürmen zeigten. Weiterhin fügte er Informationen hinzu, die Auskunft über die Ausrichtungspositionen der Geschütze gaben. Er verschaffte sich auch Informationen über Konstruktion und Leistung neuer Motorboote, die von der United States Navy entwickelt wurden, und gab sie an Sebold zur Übermittlung nach Deutschland weiter.
Kleiss hatte anfänglich auf unschuldig plädiert. Jedoch änderte er seine Meinung nach einem Kreuzverhör und wurde, aufgrund seines Schuldeingeständnisses, wegen Spionageaktivitäten zu einer achtjährigen Haftstrafe verurteilt.

### Herman W. Lang

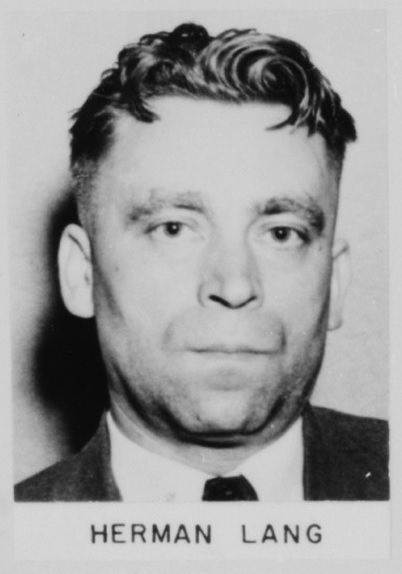
Herman W. Lang, Foto des FBI

Herman W. Lang kam 1927 in die Vereinigten Staaten, wo er 1939 eingebürgert wurde. Er war einer der drei Spione, zu dem Sebold Kontakt aufnehmen sollte.
Bis zu seiner Festnahme war er bei der Carl L. Norden Corp. angestellt, welche neben dem streng geheimen Norden-Bombenzielgerät auch noch weitere streng vertrauliche Materialien herstellten, die essentiell für die nationale Verteidigung der Vereinigten Staaten waren. Das Norden-Bombenzielgerät wurde von den United States Army Air Forces als eines der wichtigsten Instrumente des Zweiten Weltkriegs angesehen und amerikanische Bomberpiloten mussten einen Eid schwören, dass sie seine Geheimhaltung wenn nötig mit ihrem Leben beschützen würden. Während eines Deutschlandbesuchs 1938 traf sich Lang mit deutschen Militäroffizieren, um aus seinem Gedächtnis heraus Pläne für geheime Materialien zu rekonstruieren. Vermutlich ist es Lang zu verdanken, dass die Bombenzielgeräte der Luftwaffe ähnlich aufgebaut waren wie die der Amerikaner. Das Lotfernrohr 3 und das BZG 2 von 1924 benutzten einen ähnlichen Satz von Gyroskopen, welcher dem Bombenschützen eine stabilisierte Plattform zum Beobachten bot, auch wenn die komplexere Interaktion zwischen dem Zielgerät und dem Autopiloten nicht eingebaut wurde. Später wurden die Bomber der Luftwaffe mit dem Lotfernrohr 7 der Carl Zeiss AG ausgestattet, welches ein ähnlich aufwendiges, mechanisches System wie das Norden-Bombenzielgerät hatte, aber wesentlich einfacher zu bedienen und zu warten war.
Nach seiner Verhaftung erhielt Lang eine 18-jährige Gefängnisstrafe wegen seiner Spionagetätigkeit, zusätzlich zu einer zweijährigen Haftstrafe wegen Verletzungen des FARA.

### Evelyn Clayton Lewis

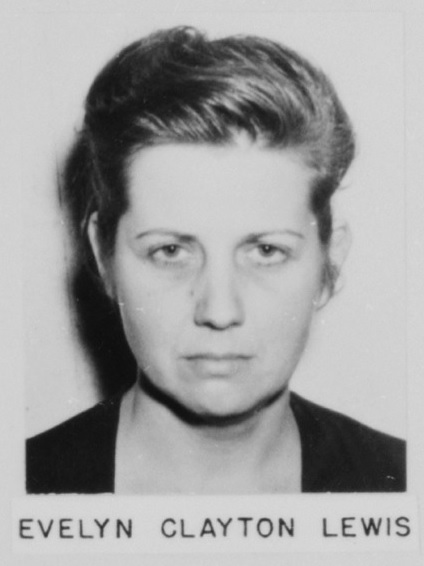
Evelyn Clayton Lewis, Foto des FBI

Evelyn Clayton Lewis wurde in Arkansas geboren und lebte später zusammen mit Fritz Joubert Duquesne in New York City. Während ihrer gemeinsamen Beziehung brachte sie oft ihre antibritischen und antisemitischen Ansichten zum Ausdruck. Die Spionagetätigkeiten Duquesnes waren ihr bekannt und wurden von ihr geduldet. Auch wenn sie nie aktiv an der Informationsbeschaffung beteiligt war, half sie Duquesne, das Material für die Übersendung nach Deutschland vorzubereiten.
Aufgrund Verletzungen des Foreign Agents Registration Act plädierte Lewis auf schuldig und musste daraufhin eine Freiheitsstrafe von einem Jahr und einem Tag absitzen.

### Rene Emanuel Mezenen

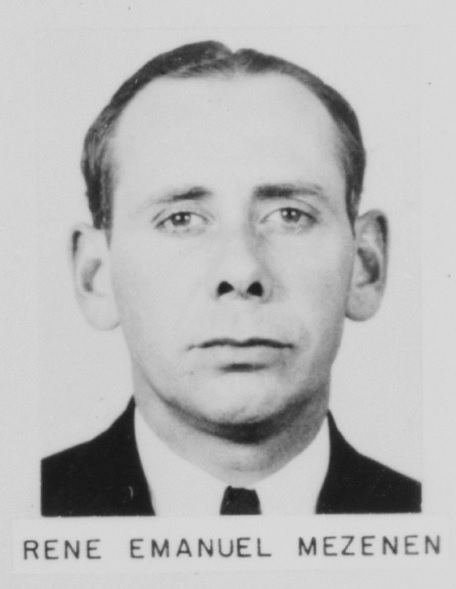
Rene Emanuel Mezenen, Foto des FBI

Rene Emanuel Mezenen wurde in Frankreich geboren und beantragte die amerikanische Staatsbürgerschaft aufgrund der Einbürgerung seines Vaters. Bis zu seiner Verhaftung war er bei Pan American angestellt.
Der deutsche Nachrichtendienst in Lissabon, Portugal, fragte Mezenen, ob er während des regulären Flugverkehrs als Kurier Informationen zwischen den Vereinigten Staaten und Portugal transportieren könne. Nicht zuletzt wegen des finanziellem Aspekts nahm er die Aufgabe an. Während der Flüge über den Atlantik beobachtete er Konvois, die nach England unterwegs waren. Auch in das Schmuggeln von Platin aus den Vereinigten Staaten nach Portugal war er verwickelt. Sebold gegenüber gab er damit an, dass er die Briefe so gut verstecken könne, dass man das betreffende Flugzeug nach dem Fund der Informationen die nächsten drei Wochen hätte reparieren müssen.
Wegen seiner Spionagetätigkeiten und Verletzungen des FARA musste er eine Gefängnisstrafe von insgesamt zehn Jahren verbüßen.

### Carl Reuper

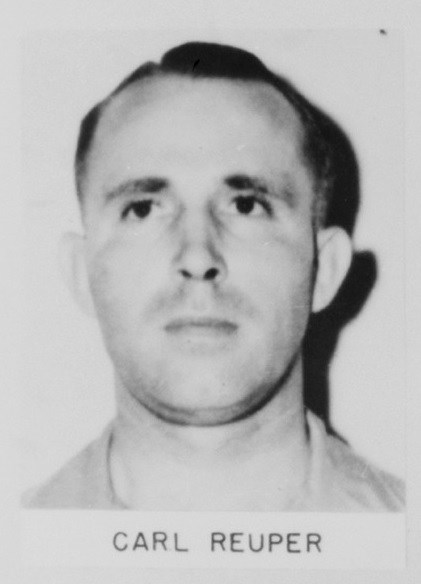
Carl Reuper, Foto des FBI

Carl Reuper kam 1929 in die Vereinigten Staaten und wurde 1936 eingebürgert. Vor seiner Verhaftung arbeitete er als Aufseher für die Westinghouse Electric Company in Newark, New Jersey.
Während seiner Arbeit fotografierte Reuper Materialien und Konstruktionen, die für die nationale Verteidigung der Vereinigten Staaten relevant waren. Über Felix Jahnke stellte er Kontakt mit Deutschland her. Während eines Treffens sprach er mit Sebold, um über dessen Radiosender Kontakt mit den deutschen Behörden aufzunehmen.
Nach seiner Verhaftung wurde Reuper wegen seiner Spionagetätigkeit zu 16 Jahren Gefängnis verurteilt, zuzüglich zwei Jahren Freiheitsstrafe wegen Verletzungen des FARA.

### Everett Minster Röder

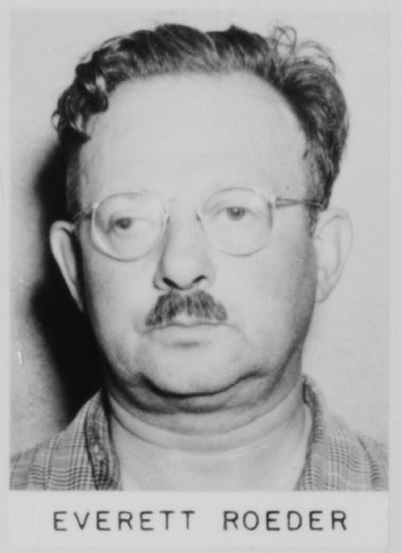
Everett Minster Röder, Foto des FBI

Geboren in der Bronx, New York City, war Everett Minster Röder ein Bauzeichner und entwarf vertrauliches Material für die U.S. Army und U.S. Navy. 1939, während eines Deutschlandbesuchs, wurde er von deutschen Behörden gefragt, ob er für sie als Agent arbeiten würde. Vor allem wegen der Bezahlung sagte er zu.
Sebold lieferte, wie von den deutschen Behörden angeordnet, Mikrofotografien an Röder. Beide trafen sich an öffentlichen Plätzen, von wo sie an Orte gingen, wo sie ungestört reden konnten.
Bei seiner Verhaftung fand man in seinem Zuhause in Long Island, New York, 16 Schusswaffen.
Er wurde aufgrund seiner Spionageaktivitäten zu 16 Jahren Haft verurteilt.

### Paul Alfred W. Scholz

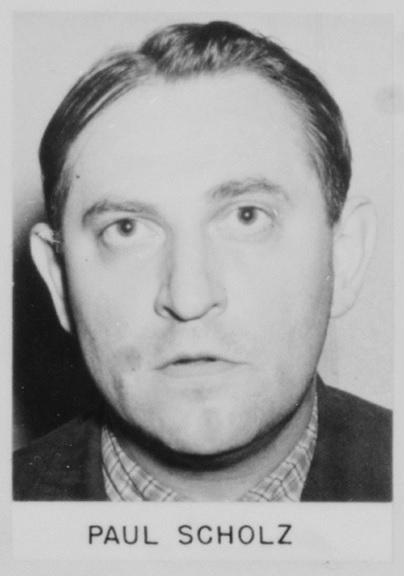
Paul Alfred W. Scholz, Foto des FBI

Als gebürtiger Deutscher kam Paul Scholz 1926 in die Vereinigten Staaten, wo er jedoch keine Staatsbürgerschaft erhielt. Er arbeitete in mehreren deutschen Buchläden, von wo aus er NS-Propaganda vertrieb.
Scholz baute mit Josef Klein das Radio, welches dann von Felix Jahnke und Axel Wheeler-Hill benutzt wurde. Kurz vor seiner Verhaftung hatte er noch Gustav Kärcher eine Liste mit Funkrufnummern und -frequenzen gegeben. Er animierte auch andere Mitglieder des Rings, Informationen zu beschaffen und stellte Kontakte zwischen mehreren deutschen Agenten her.
Scholz wurde, wegen seiner Spionageaktivitäten, zu 16 Jahren Freiheitsstrafe, zuzüglich zwei Jahren wegen Verletzungen des FARA, verurteilt.

### George Gottlob Schuh

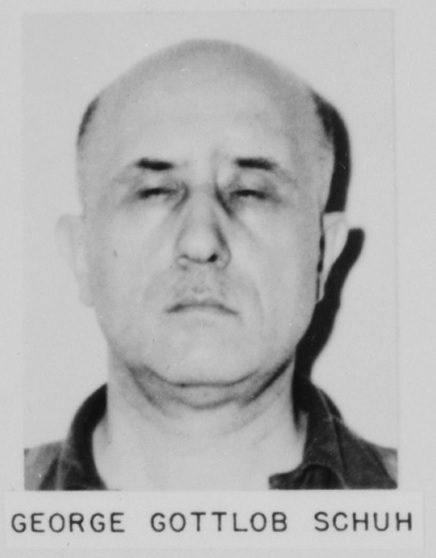
George Gottlob Schuh, Foto des FBI

Nachdem Georg Schuh 1923 in die Vereinigten Staaten kam, wo er 1939 eingebürgert wurde, arbeitete er dort als Zimmerer.
Als deutscher Agent berichtete er der Gestapo in Hamburg. Schuh lieferte Alfred Brokhoff die Information, dass Winston Churchill mit der King George V in den USA ankommen würde. Er sammelte auch Informationen über die Frachtschifffahrt nach England.
Wegen Verletzungen des Foreign Agents Registration Act wurde er zu einer Gefängnisstrafe von 18 Monaten und einer Geldstrafe von 1.000 US$ verurteilt.

### Erwin Wilhelm Siegler

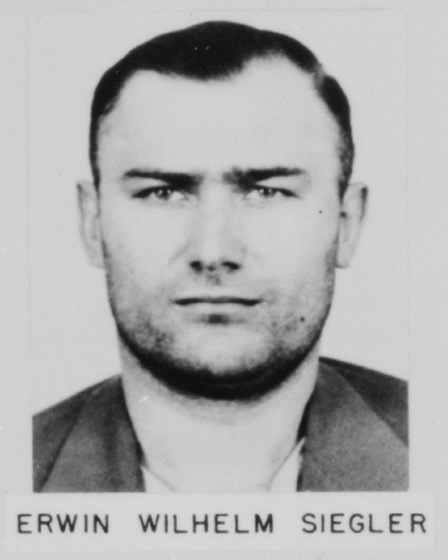
Erwin Wilhelm Siegler, Foto des FBI

Erwin Wilhelm Siegler ging 1929 von Deutschland in die USA, wo er 1936 Staatsbürger wurde. Er war als Fleischer auf der America angestellt, bevor diese von der U.S. Navy übernommen wurde.
Bei einer Gelegenheit gab er Sebold Mikrofotografien, die für die deutschen Behörden bestimmt waren. In der Gruppe wirkte er als Organisator und Kontaktmann, aber er sammelte auch Informationen über die Schifffahrt und die militärischen Verteidigungsvorbereitungen im Panamakanal. Von einer seiner Reisen brachte er die Bezahlung für Lilly Stein, Duquesne und Röder, sowie 2.900 US.$ für die Anschaffung eines Bombenzielgeräts mit.
Wegen seiner Spionagetätigkeit und Verletzungen des FARA wurde er zu einer Gefängnisstrafe von zehn Jahren verurteilt.

### Oscar Richard Stabler

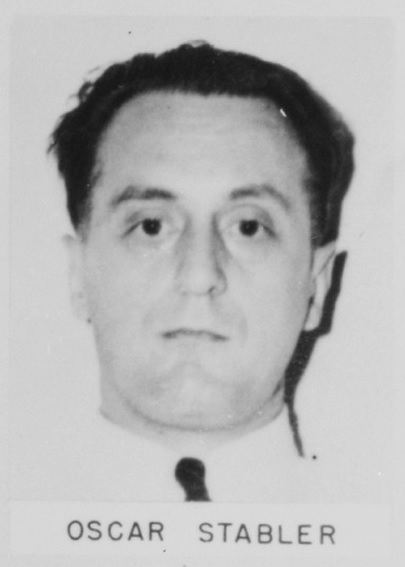
Oscar Richard Stabler, Foto des FBI

Oscar Richard Stabler ging 1923 in die Vereinigten Staaten, wo er 1933 eingebürgert wurde. Er war vorwiegend als Friseur auf transozeanischen Schiffen angestellt.
1940 fanden britische Behörden auf Bermuda in seinen Sachen eine Karte von Gibraltar, woraufhin er kurzzeitig festgehalten wurde. Als enger Vertrauter von Conradin Otto Dold arbeitete Stabler als Kurier, indem er Informationen zwischen deutschen Agenten in den Vereinigten Staaten und ihren Kontakten außerhalb des Landes beförderte.
Wegen Verletzungen des Foreign Agents Registration Act wurde er zu einer zweijährigen Freiheitsstrafe verurteilt.

### Heinrich Stade

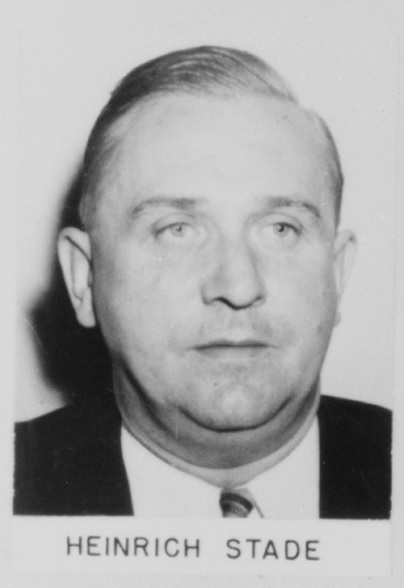
Heinrich Stade, Foto des FBI

Heinrich Stade ging 1922 in die Vereinigten Staaten, wo er 1929 die Staatsbürgerschaft erhielt. Er war Musiker und in der Werbebranche tätig. Sebold erzählte er, dass er seit 1936 für die Gestapo arbeitete und prahlte damit, dass er alles über das Spionagebusiness wisse.
Stade arrangierte Paul Bantes Kontakt mit Sebold und übermittelte Informationen über Konvois mit Nachschubgütern, die in Richtung England unterwegs waren, an Deutschland.
Während seiner Verhaftung spielte Stade in einem Orchester in einer Gaststätte.
Aufgrund seiner Verletzungen des Foreign Agents Registration Act wurde er zu 1.000 US$ Strafe und 15 Monaten Gefängnis verurteilt.

### Lilly Barbara Carola Stein

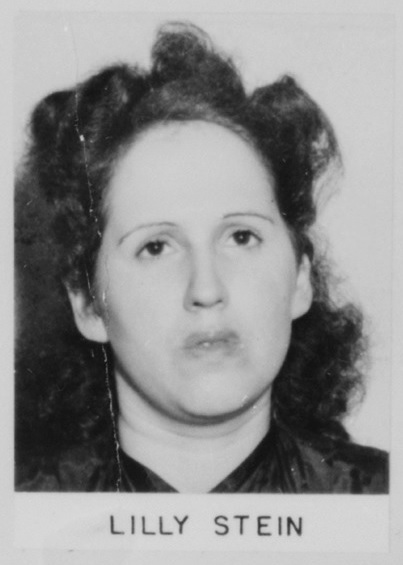
Lilly Barbara Carola Stein, Foto des FBI

Lilly Stein wurde in Wien, Österreich, geboren und durchlief ihre Spionageausbildung bei Hugo Sebold in Hamburg. Hugo Sebold bildete auch William Sebold aus, jedoch waren beide nicht miteinander verwandt. 1939 wurde sie in die Vereinigten Staaten geschickt. In New York arbeitete sie dann als Kunstmodel und bewegte sich in den gesellschaftlichen Kreisen der Stadt.
Stein war eine der Personen, welche von Sebold eine Mikrofotografie erhielt. Sie traf sich regelmäßig mit dem Doppelagenten des FBI, um ihm Informationen zur Übermittlung nach Deutschland zu geben. Ihre Adresse wurde oft als Rücksendeadresse für Briefe nach Deutschland verwendet.
Stein wurde wegen ihrer Spionagetätigkeiten und Verletzungen des FARA zu zwölf Jahren Haft verurteilt.

### Franz Joseph Stigler

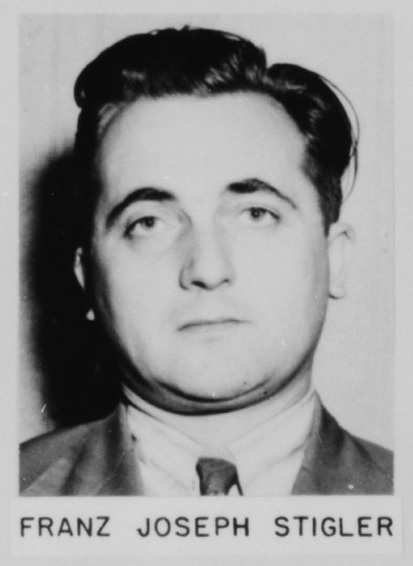
Franz Joseph Stigler, Foto des FBI

Franz Stiegler kam 1931 in die Vereinigten Staaten, wo er 1939 die Staatsbürgerschaft erhielt. Er war auf mehreren US-Schiffen als Bäcker angestellt, unter anderem auf der America, bis diese von der U.S. Navy übernommen und in Westpoint umbenannt wurde.
Ein enger Vertrauter von ihm war Erwin Siegler, mit dem er als Kurier für deutsche Agenten und ihren Kontakten außerhalb des Landes arbeitete. Stigler warb auch Funkamateure für die Kommunikation mit deutschen Radiostationen an. Weiterhin beobachtete er die Verteidigungsvorbereitungen in der Panamakanalzone und wies andere Agenten ein.
Wegen Verletzungen des FARA und seiner Spionageaktivitäten wurde Stigler zu insgesamt 18 Jahren Haft verurteilt.

### Erich Strunck

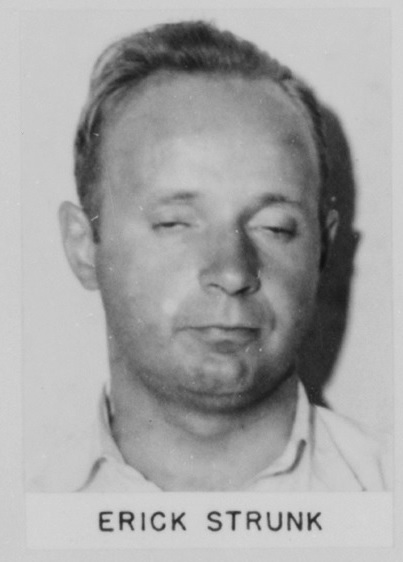
Erich Strunck, Foto des FBI

Eric Strunck kam 1927 von Deutschland in die Vereinigten Staaten und erhielt 1935 die amerikanische Staatsbürgerschaft. Als Seemann arbeitete er schon kurz nach seiner Ankunft bei den United States Lines.
Strunck arbeitete vor allem als Kurier zwischen deutschen Agenten in den USA und Europa. Er fragte auch, ob er an Bord seines Schiffes die Unterlagentasche eines britischen Offiziers an sich bringen und diesen selbst von Bord werfen dürfe, jedoch antwortete Sebold, dass die Aktion zu riskant sein.
Er wurde wegen Spionage und Verletzungen des FARA zu zwölf Jahren Haft verurteilt.

### Leo Waalen

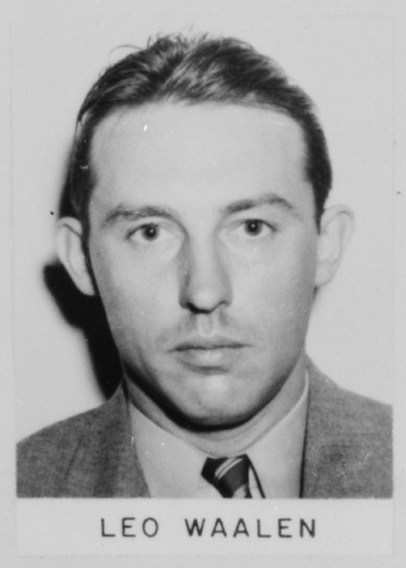
Leo Waalen, Foto des FBI.

Leo Waalen wurde in Danzig geboren, als die Stadt noch Teil Westpreußens war. 1935 setzte er per Schiff in die Vereinigten Staaten über. Anschließend arbeitete er als Maler für ein Unternehmen, das kleinere Schiffe für die U.S. Navy herstellte.
Waalen sammelte Informationen über nach England übersetzende Schiffe. Er beschaffte auch ein vertrauliches Handbuch, welches vom FBI ausgestellt war und für Industrieanlagen Vorsichtsmaßnahmen zum Schutz vor Sabotage empfiehlt. Waalen sicherte sich auch Regierungsaufträge, worin spezifische Angaben über militärische Materialien und Ausrüstung gemacht wurden, sowie detaillierte Seekarten der Atlantikküste der Vereinigten Staaten.
An Bord der SS Robin Moor waren im Mai 1941 neun Offiziere, 29 Besatzungsmitglieder und acht oder neun zivile Passagiere sowie kommerzielles Frachtgut. Sie war auf dem Weg von New York nach Mosambik, via Südafrika, ohne einen beschützenden Konvoi. Am 21. Mai wurde das Schiff von U 69, etwa 1.200 km westlich des von England kontrollierten Hafens in Freetown, Sierra Leone, gestoppt. Auch wenn die Robin Moor unter der Flagge eines neutralen Landes fuhr, wurde ihrem ersten Offizier gesagt, dass das Schiff versenkt werden würde. Nach einem kurzen Zeitraum, welcher der Besatzung Zeit geben sollte sich in die vier Rettungsboote zu flüchten, wurde das Schiff von Torpedos und dem Bordgeschütz des U-Bootes beschossen. Nach dem Sinken der Robin Moor fuhr die U-69 zum Rettungsboot von Kapitän W.E. Myers um ihm vier Dosen Brot und zwei Dosen Butter zu geben und ihm zu erklären, dass sein Schiff versenkt wurde, da es Nachschub für Deutschlands Feind trug. Im Oktober 1941 erreichten bundesstaatliche Ankläger ein Geständnis von Leo Waalen, dass dieser fünf Tage vor der Abfahrt der Robin Moor ihren Ablegetermin an Deutschland übermittelte. Leo Waalen war einer der 14 Angeklagten, die auf nicht schuldig plädiert hatten.
Waalen wurde zu insgesamt 14 Jahren Gefängnis wegen seiner Spionagetätigkeiten und Verletzungen des FARA verurteilt.

### Adolf Henry August Walischewski

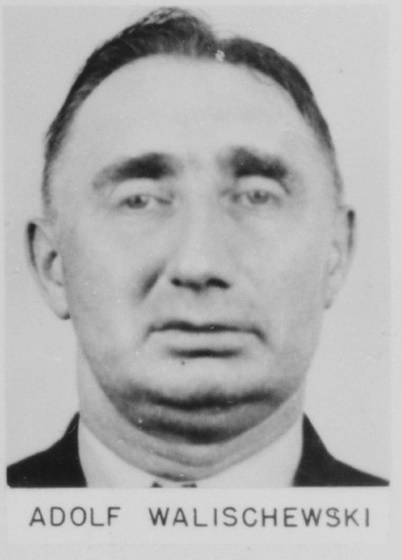
Adolf Henry Walischewski, Foto des FBI.

Als gebürtiger Deutscher war Adolf Walischewski sein Leben lang Seemann. Er wurde 1935 in die Vereinigten Staaten eingebürgert.
Walischewski wurde durch Paul Fehse mit dem Ring in Kontakt gebracht. Auch er arbeitete als Kurier zwischen deutschen Agenten in den USA und außerhalb.
Für seine Spionageaktivitäten und Verletzungen des Foreign Agents Registration Act erhielt er eine siebenjährige Freiheitsstrafe.

### Else Weustenfeld

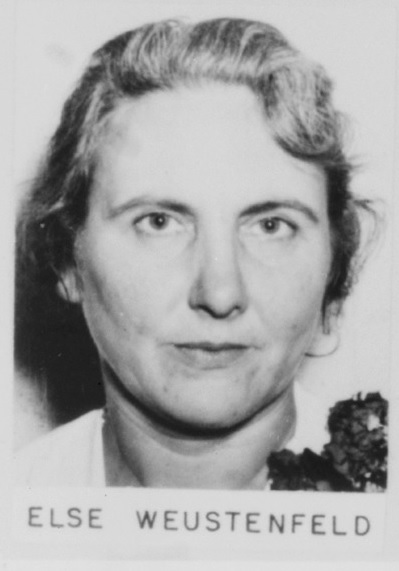
Else Westenfeld, Foto des FBI.

Else Weustenfeld kam 1927 aus Deutschland in die Vereinigten Staaten und erhielt zehn Jahre später, 1937, die Staatsbürgerschaft. Von 1935 an war sie Sekretärin in einer Anwaltskanzlei, die das deutsche Konsulat in New York City vertrat.
Weustenfeld war gut mit dem deutschen Spionagesystem vertraut und ihre Aufgabe war die Weiterreichung von Geldern an Duquesne, welche sie von ihrer engen Freundin Lilly Stein erhielt.
Sie lebte mit einem der führenden Köpfe der deutschen Spionage, Hans W. Ritter, zusammen in New York City. Sein Bruder, Nickolaus Ritter, war der „Dr. Renken“ der Sebold als deutschen Agenten anwarb. 1940 besuchte sie Hans Ritter in Mexiko, wo er als Zahlmeister des deutschen Geheimdienstes fungierte.
Nach ihrem Schuldeingeständnis wurde Else Weustenfeld zu fünf Jahren Gefängnis wegen ihrer Spionagetätigkeiten und zwei Jahren Haft wegen Verletzungen des Foreign Agents Registration Act verurteilt.

### Axel Wheeler-Hill

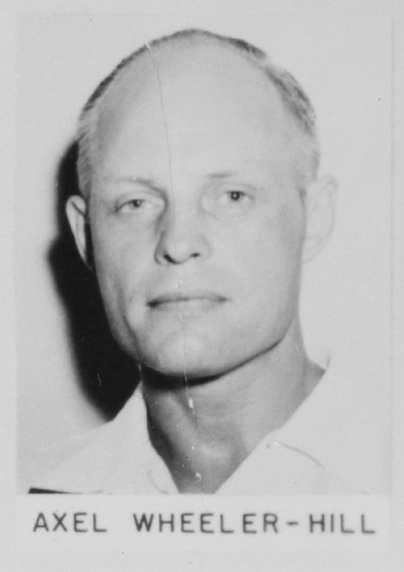
Axel Wheeler-Hill, Foto des FBI.

In Russland geboren, kam er 1923 in die Vereinigten Staaten, wo er 1929 die Staatsbürgerschaft erhielt und als Fernfahrer arbeitete.
Wheeler-Hill besorgte vorrangig Informationen über Schiffe, die vom New Yorker Hafen aus nach England fuhren. Zusammen mit Felix Jahnke nutzte er die von Josef Klein und Paul Scholz gebaute, tragbare Radiostation, um Informationen nach Deutschland zu senden.
Nach seiner Verhaftung wurde er zu insgesamt 17 Jahren Haft für seine Aktivitäten in der Spionage und den Verletzungen des FARA verurteilt.

### Bertram Wolfgang Zenzinger

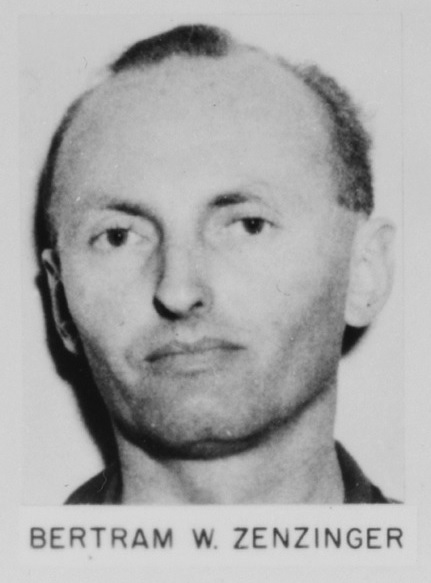
Bertram Wolfgang Zenzinger, Foto des FBI.

Geboren in Deutschland, ging er, als Staatsbürger der Südafrikanischen Union, 1940 in die Vereinigten Staaten, um in Los Angeles, Kalifornien, technische Zahnmedizin zu studieren.
Im Juli 1940 erhielt Zenzinger einen Stift, mit dem er aus der Post Sieglers unsichtbare Nachrichten für die Übermittlung nach Deutschland vorbereiten sollte. Über Schweden schickte er mehrere Briefe nach Deutschland, die verschiedene Details der nationalen Verteidigung der Vereinigten Staaten beinhalteten.
Zenzinger wurde am 16. April 1941 von Agenten des FBI verhaftet und wegen seiner Spionageaktivitäten und Verletzungen des FARA zu acht Jahren und 18 Monaten Freiheitsstrafe verurteilt.